# رودنبک
رودنبک (به آلمانی: Rodenbek) یک شهر در آلمان است که در رندسبورگ-اکرنفورده واقع شده‌است. رودنبک ۵۰۰ نفر جمعیت دارد.